# Katalin utca (Brassó)
A brassói Katalin utca (románul: Strada Constantin Brâncoveanu, németül: Katharinengasse) egyike Bolgárszeg városnegyed két fő utcájának (a másik a Porond utca – Strada Prundului, Angergasse). A 17–18. században számos gazdag görög, román, szerb kereskedő lakta, és házakat birtokoltak a Cantacuzino és a Brâncoveanu bojárcsaládok is. Főleg egy- és kétszintes, 18–19. századi lakóházak szegélyezik.

## Elnevezése
Nevét a közelben, a városerőd nyugati részén elhelyezkedő Szent Katalin-kápolnáról kapta. 1488-ban Katharina versus montes, 1489-ben Sent Katheringasz kem berg néven jelenik meg. A 17–18. században Gasse der Reichen (Gazdagok utcája) néven is említették, mivel sok görög, román, szerb, macedón, bolgár kereskedő lakta, és házakat birtokolt a Cantacuzino és a Brâncoveanu-család is. 1937-ben vette fel Constantin Brâncoveanu nevét.

## Története
Bár Bolgárszeg hagyományosan román külváros volt, a románok főleg a Porond tértől délnyugatra húzódó völgyben és a domboldalakon kanyargó utcákban laktak. A Porond és a városerőd közötti úgynevezett Alsóbolgárszegen (Groaveri) – ahol a Katalin utca is halad – a 15. században túlnyomó részben szászok, kisebb részben magyarok laktak.
A Katalin utca feltételezések szerint a Lópiac nyugati, „felső” része volt, míg a 14. században felépülő várfalak ketté nem szelték az utcát. Az erődítmények felépítése után a városvezetés stratégiai okokból megtiltotta, hogy a falakon kívül, azok közelében a polgárok épületeket emeljenek. Ezt a tiltást csak 1824-ben oldották fel, így a Katalin utca alsó, városerőd felőli része csak ekkor épült ki.
A 18. század elején Constantin Brâncoveanu havasalföldi fejedelem több házat is birtokolt Bolgárszegen. Családja a Katalin utca 46. és 51. szám alatti házaiban élt, a hagyomány szerint pedig megvásárolta a 10., 12., és 32. szám alatti házakat is, ahol lányai (Ancuța és Bălașa) és vejei (Neculai Rosetti és Manolache Lambrino) laktak.

## Leírása
Északkelet-délnyugat irányban húzódó 600 méter hosszú, autók számára egyirányú utca. Északkelet felé a Kórház sorban (Șirul Gheorghe Dima, itt nyílt meg 1839-ben Brassó első közkórháza) majd a Lópiacban folytatódik. Délnyugati vége a Porond közelében van. Ismertebb épületei:
- A Katalin utca és a Șaguna-sor sarkán áll a belvárosi református templom.
- 4. Az egykori állami szemészeti klinika épülete; 1856-ban nyílt meg.[8] 1906–1907-ben újjáépítették, a 20. század második felében poliklinika működött benne, jelenleg elhagyatottan áll.[9]
- 8. Itt lakott és itt hunyt el Franz Obert lelkész.[1]
- 10. A szatócs háza (Casa Băcanului), 17. századi ház, melyet 1798-ban klasszicista stílusban átépítettek a görög kompánia céljaira. 1799-ben Dositei Filitti iskolát alapított a görögök számára, és egy kápolnát is építtetett.[3] 1850-ben román ortodox gimnázium alakult itt, az Andrei Șaguna Főgimnázium elődje, mely 1856-ban költözött jelenlegi épületébe.[10][11]
- 12. Bălașa Brâncoveanu-ház, a Brâncoveanu-stílus jegyeit viselő 18. századi épület.
- 23. A Brukenthal család brassói nyári rezidenciája; 18. századi nemesi ház, melyet 1850-ben átépítettek.
- 32. Brâncoveanu–Manolache Lambrino ház, Constantin Brâncoveanu veje, Manolache Lambrino egykori otthona. A 20. század elején Eugen Karl Weiss természettudós meteorológiai állomást létesített itt, és több évtizeden keresztül tanulmányozta Brassó éghajlatát.[12]
- 33. 19. századi iskolaépület, jelenleg óvoda.
- 39. Itt lakott Virgil Onițiu író.[11]
- 46. Brâncoveanu-udvarház, a köznyelvben Prinzhaus. A korabeli nyilvántartásokban haus der Wojewoden és haus der fürsten nevek alatt is megjelent. A 19. században is a Brâncoveanuk leszármazottjai lakták (Emanuel és Grigore hercegek).[3]
- 51. Szintén a Brâncoveanuk egykori otthona.

## Műemlékek
Az utcából 16 épület szerepel a romániai műemlékek jegyzékében, ezek közül öt országos jelentőségű műemlék.
| \| Házszám \| Kép \| Megnevezés \| Építés dátuma \| Műemlék kódja \| \| ------- \| --- \| ---------------------------------- \| ---------------- \| --------------- \| \| 8 \| \| Lakóház \| 19. század \| BV-II-m-B-11369 \| \| 10 \| \| Lakóház, egykori görög kápolna \| 1690, 1798 \| BV-II-m-A-11370 \| \| 12 \| \| Bălașa Brâncoveanu-ház \| 1793 \| BV-II-m-A-11371 \| \| 21 \| \| Lakóház \| 1800 körül \| BV-II-m-B-11372 \| \| 23 \| \| Brukenthal nyári rezidencia \| 18. század, 1850 \| BV-II-m-A-11373 \| \| 26 \| \| Lakóház \| 18. század \| BV-II-m-B-11374 \| \| 32 \| \| Brâncoveanu–Manolache Lambrino ház \| 1769–1770 \| BV-II-m-A-11375 \| \| 35 \| \| Lakóház és kapu \| 18. század \| BV-II-m-B-11376 \| \| 36 \| \| Lakóház \| 18. század \| BV-II-m-B-11377 \| \| 38 \| \| Lakóház \| 1731 \| BV-II-m-A-11378 \| \| 39 \| \| Lakóház \| 18. század \| BV-II-m-B-11379 \| \| 40 \| \| Lakóház \| 1731 \| BV-II-m-B-11380 \| \| 42 \| \| Lakóház \| 18. század \| BV-II-m-B-11381 \| \| 46 \| \| Brâncoveanu-udvarház \| 17. század \| BV-II-m-B-11382 \| \| 48 \| \| Lakóház \| 18. század \| BV-II-m-B-11383 \| \| 51 \| \| Brâncoveanu család háza \| 18. század \| BV-II-m-B-11384 \| |     |                                    |                  |                 |
| Házszám | Kép | Megnevezés                         | Építés dátuma    | Műemlék kódja   |
| 8 |     | Lakóház                            | 19. század       | BV-II-m-B-11369 |
| 10 |     | Lakóház, egykori görög kápolna     | 1690, 1798       | BV-II-m-A-11370 |
| 12 |     | Bălașa Brâncoveanu-ház             | 1793             | BV-II-m-A-11371 |
| 21 |     | Lakóház                            | 1800 körül       | BV-II-m-B-11372 |
| 23 |     | Brukenthal nyári rezidencia        | 18. század, 1850 | BV-II-m-A-11373 |
| 26 |     | Lakóház                            | 18. század       | BV-II-m-B-11374 |
| 32 |     | Brâncoveanu–Manolache Lambrino ház | 1769–1770        | BV-II-m-A-11375 |
| 35 |     | Lakóház és kapu                    | 18. század       | BV-II-m-B-11376 |
| 36 |     | Lakóház                            | 18. század       | BV-II-m-B-11377 |
| 38 |     | Lakóház                            | 1731             | BV-II-m-A-11378 |
| 39 |     | Lakóház                            | 18. század       | BV-II-m-B-11379 |
| 40 |     | Lakóház                            | 1731             | BV-II-m-B-11380 |
| 42 |     | Lakóház                            | 18. század       | BV-II-m-B-11381 |
| 46 |     | Brâncoveanu-udvarház               | 17. század       | BV-II-m-B-11382 |
| 48 |     | Lakóház                            | 18. század       | BV-II-m-B-11383 |
| 51 |     | Brâncoveanu család háza            | 18. század       | BV-II-m-B-11384 |